# Bödigheim

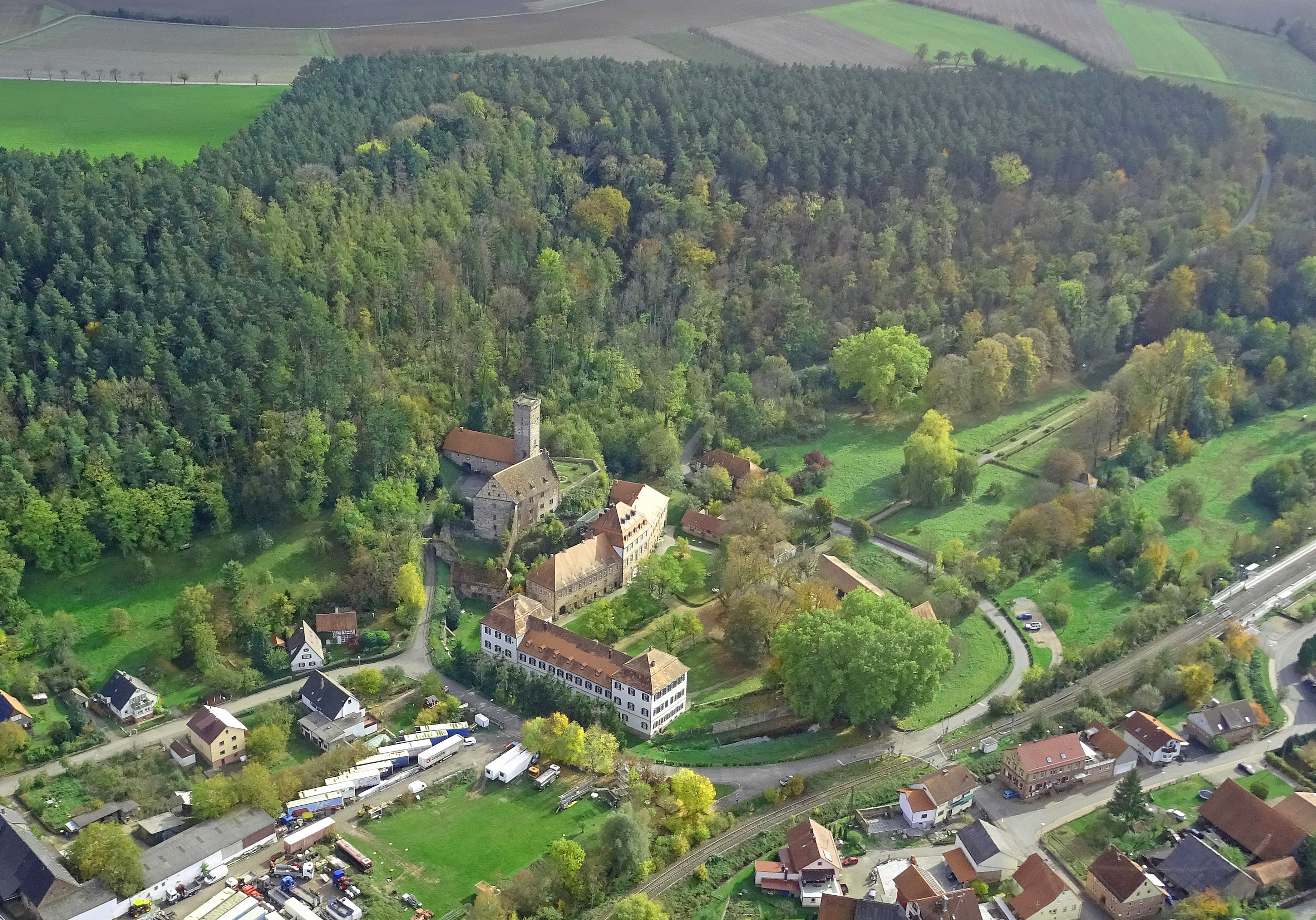
Schloss und Burg Bödigheim, ein Stadtteil von Buchen im Odenwald, aufgenommen aus etwa 2000 Fuß Höhe aus einem Tragschrauber

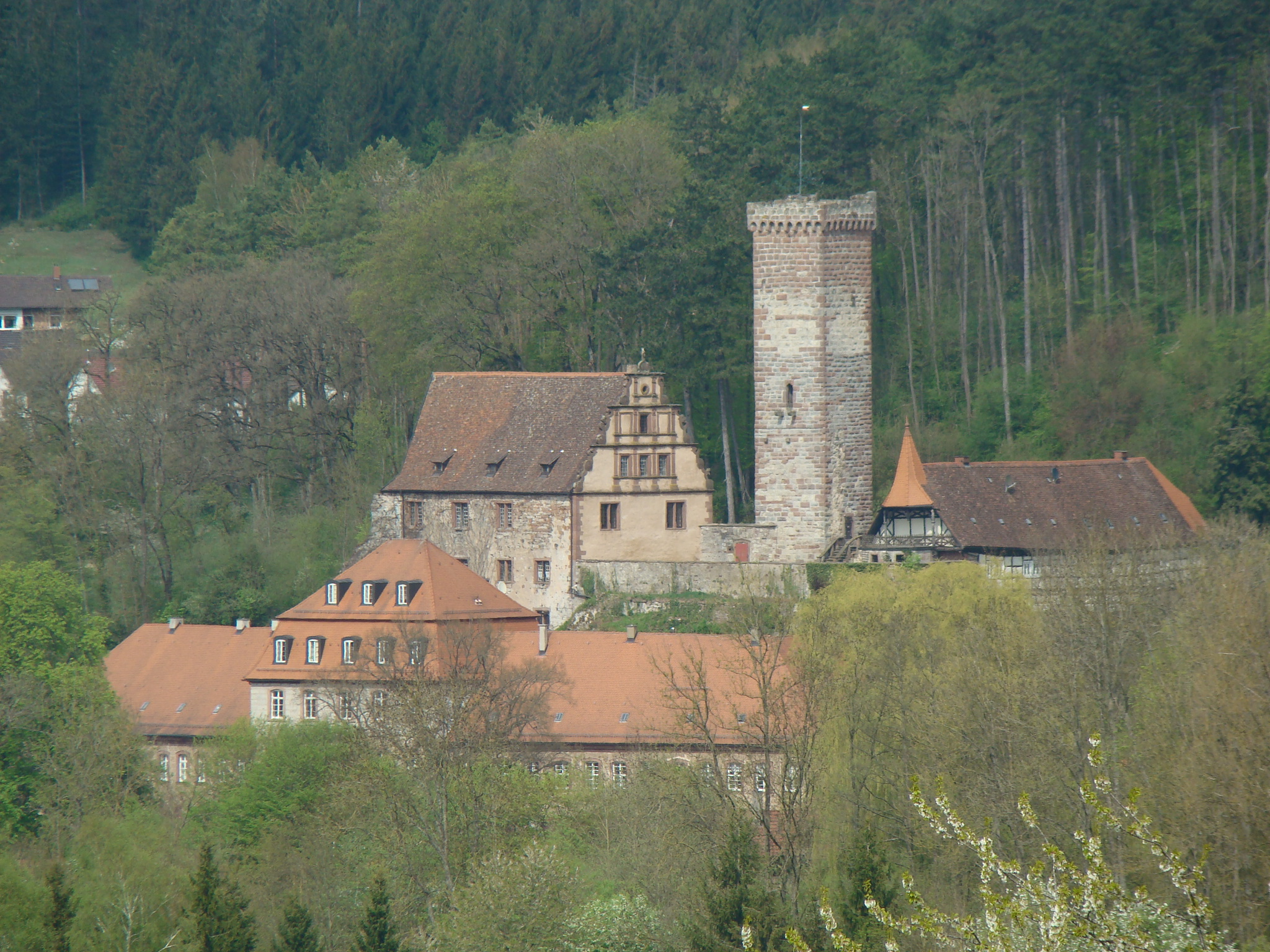
Burg und Schloss Bödigheim

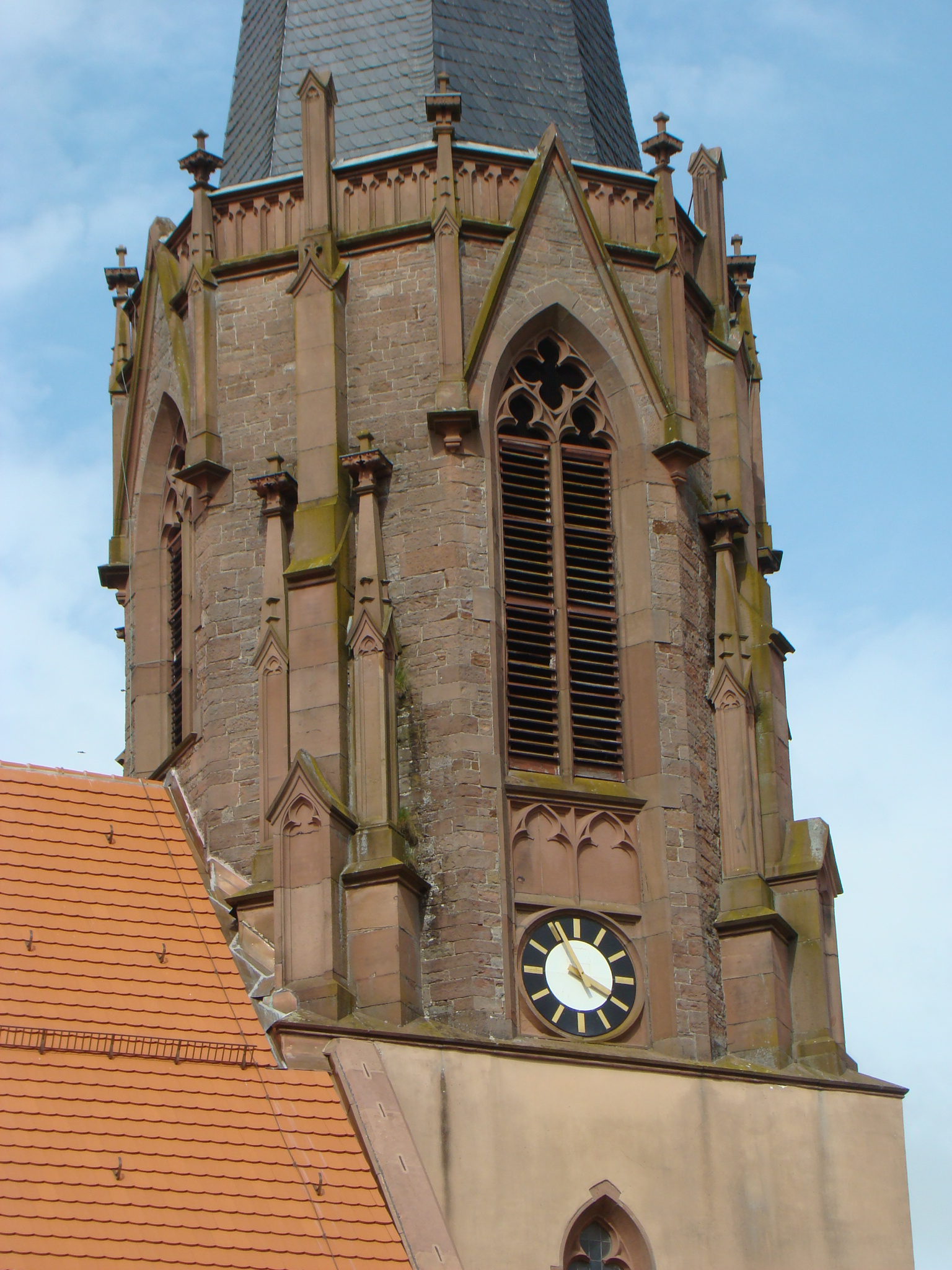
Turm der Bödigheimer Kirche

Bödigheim ist ein Stadtteil von Buchen (Odenwald) im Neckar-Odenwald-Kreis (Baden-Württemberg).

## Geografische Lage
Bödigheim liegt im Bauland, etwa fünf Kilometer südlich der Kernstadt Buchen. Zu dem Stadtteil gehören auch die Höfe Faustenhof, Griechelternhöfe, Roßhof und Sechelseehöfe sowie das Haus Sägmühle.

## Geschichte
Auf Bödigheimer Gemarkung finden sich bereits Siedlungsreste aus der Römerzeit. Der Obergermanisch-Raetische Limes verlief etwa 7 km östlich des heutigen Orts unweit vom heutigen Götzingen und Bofsheim.
Die erste Erwähnung erfolgte in der ersten Hälfte des 11. Jahrhunderts als Bodingkeim in Aufzeichnungen des Klosters Amorbach. Ende des 13. Jahrhunderts erhielt die Familie Rüdt von Collenberg die Dorfherrschaft. 1286 gestattete der Abt von Amorbach Wipert Rüdt den Bau einer Burg. Vom 16. bis ins 19. Jahrhundert lag die Gemeinde und die Grundherrschaft wegen der Bemessung von Frondiensten und den Mitbenutzungsrechten des Waldes im Streit, der 1812 beigelegt wurde. Vor der Burg ließen die Rüdt Anfang des 18. Jahrhunderts ein Schloss errichten, das bis heute noch besteht und Sitz der Familie ist.
1806 kam Bödigheim zum Großherzogtum Baden. Am 31. Dezember 1973 erfolgte die Eingemeindung nach Buchen.

## Wappen
In Silber auf grünem Berg ein roter Turm, der Berg belegt mit einem roten Schild, darin ein silberner Rüdenrumpf mit einem schwarzen Stachelhalsband. – Der Turm erinnert an die Burg, das Wappen mit dem Rüdenrumpf ist das der Freiherren Rüdt von Collenberg.

## Religionen
Die erstmals 1256 genannte Kirche gehörte dem Kloster Amorbach, im späten Mittelalter dem örtlichen Adel. Dieser führte 1551 das lutherische Bekenntnis ein (Reformation). Die 1685 erbaute Kreuzkirche mit gotischem Chorturm wurde 1888/89 in neugotischem Stil umgebaut. Die evangelische Pfarrei ist heute auch für Seckach zuständig. Die Bödigheimer Katholiken zählen zur Pfarrei Seckach.
Bis 1938 bestand eine jüdische Gemeinde, wenn auch mit nur noch wenigen Mitgliedern. Ihre Entstehung reicht in das 14. Jahrhundert zurück, erstmals werden 1345 Juden am Ort genannt. Im 16. und 17. Jahrhundert waren Juden zahlreich am Ort. Beim Novemberpogrom 1938 wurde die Synagoge beschädigt, ein Gendarm aus Waldhausen zerschlug die Fenster und die Betpulte. Da die Gemeinde in Auflösung begriffen war, befanden sich die Torarollen bereits nicht mehr dort. Die letzten sechs jüdischen Einwohner wurden am 22. Oktober 1940 im Rahmen der Wagner-Bürckel-Aktion nach Gurs deportiert. Nur einer von ihnen überlebte.
Der große jüdische Verbandsfriedhof mit 1600 Grabsteinen an der Straße nach Waldhausen stammt vermutlich aus dem 15./16. Jahrhundert.

## Verkehr
Über die L 519 und die B 292 besteht an der etwa 20 km entfernten Anschlussstelle Osterburken Anbindung an die Autobahn A 81 in Richtung Heilbronn bzw. Würzburg.
Durch Bödigheim führt die Bahnstrecke Seckach–Miltenberg, Kursbuchstrecke 784, auch „Madonnenlandbahn“ genannt. Der Haltepunkt verbindet Bödigheim mit der Linie S1 der S-Bahn RheinNeckar in Seckach und mit der Schul- und Einkaufsstadt Buchen.

## Kultur und Sehenswürdigkeiten

### Kulturdenkmale
, u. a.:
- Der Jüdische Verbandsfriedhof für bis zu 30 Gemeinden in der Region

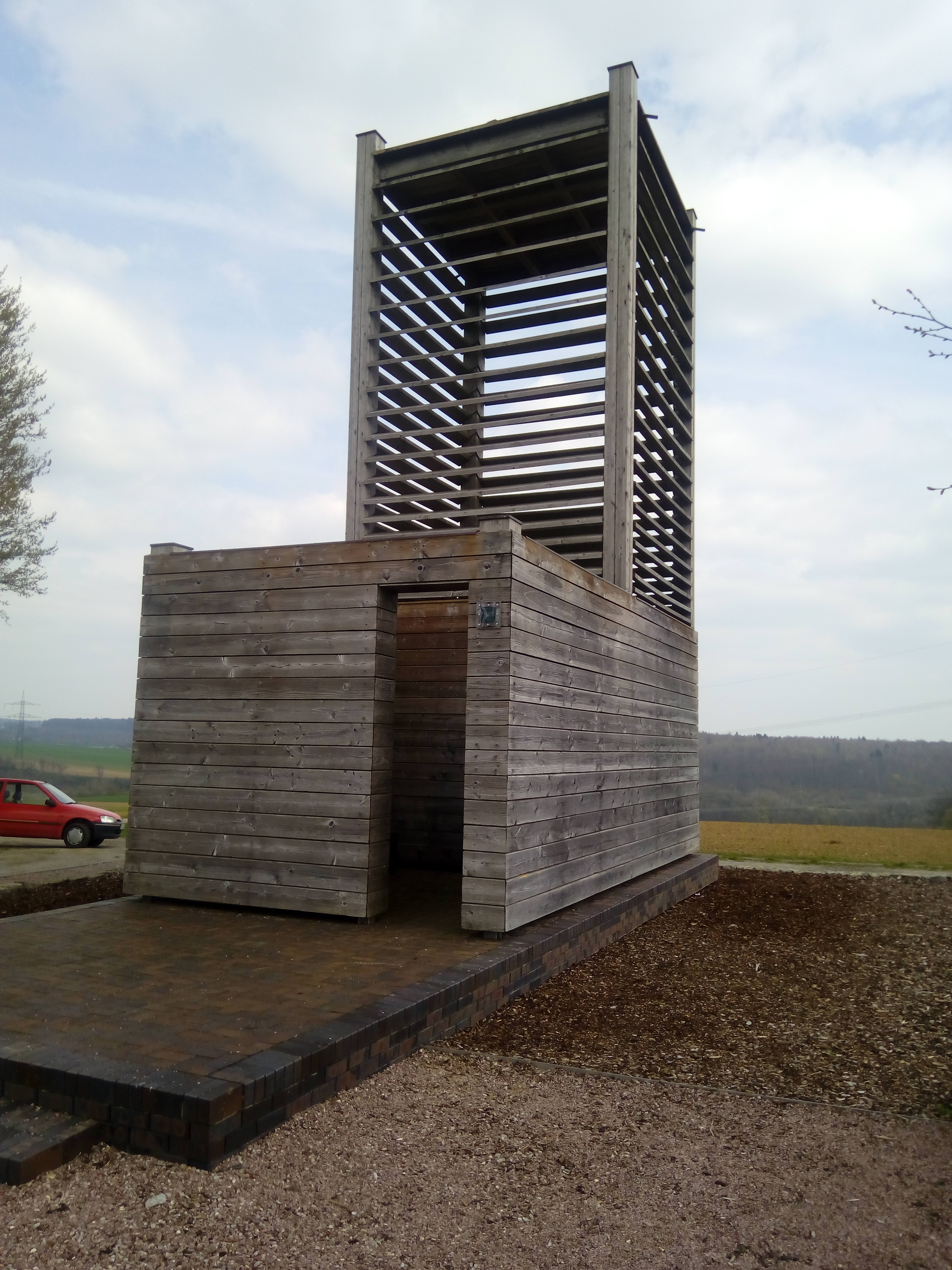
Flurkapelle Bödigheim, 2009

- Katholische Flurkapelle Bödigheim

Auf einer Anhöhe südwestlich von Bödigheim steht die „Flurkapelle Bödigheim“, ein transparent wirkendes Holzgebäude mit neun Meter hohem Turm. Auf Initiative eines Pfarrers und durch den Kontakt einer Buchener Architektin zum Illinois Institute of Technology wurde das Projekt 2009 unter Professor Frank Flury in einem ganzheitlichen, praxisbezogenen und pädagogisch sinnvollen Prozess realisiert. Die Flurkapelle soll ein „konfessionsübergreifender Raum für Menschen, die auf der Suche nach Gott sind und einen stillen Ort suchen, aber auch für Wanderer, die sich ausruhen wollen“, sein. Die Kapelle erhielt 2010 den „Honor Award for distinguished Building“, die höchste Auszeichnung des amerikanischen Architektenverbands.